# Almost Like Boys
Almost Like Boys är en satirisk humorshow om könsroller i samhället, skriven och framförd av Cecilia Forss och Nour El Refai som turnerade med Riksteatern våren 2008. Medverkande gjorde även Maud Lindström.